# Iwan Nanew
Iwan Nanew (bułg. Иван Нанев) – bułgarski brydżysta, World International Master (WBF), European Master (EBL).

## Wyniki brydżowe

### Zawody światowe
W światowych zawodach zdobył następujące lokaty:
| Mistrzostwa Świata. Konkurencja par | Mistrzostwa Świata. Konkurencja par | Mistrzostwa Świata. Konkurencja par | Mistrzostwa Świata. Konkurencja par | Mistrzostwa Świata. Konkurencja par | Mistrzostwa Świata. Konkurencja par |
| Rok                                 | Miejsce                             | Zawody                              | Kategoria                           | Partner                             | Pozycja                             |
| ----------------------------------- | ----------------------------------- | ----------------------------------- | ----------------------------------- | ----------------------------------- | ----------------------------------- |
| 2011                                | Veldhoven                           | 40. Mistrzostwa Świata Teamów       | Trans                               | Bulgaria                            | 25                                  |
| 2011                                | Veldhoven                           | 40. Mistrzostwa Świata Teamów       | Open                                | Bulgaria                            | 12                                  |
| 2006                                | Werona                              | 12. Mistrzostwa Świata              | Open                                | Vasilev                             | 33                                  |
| 2005                                | Estoril                             | 37. Mistrzostwa Świata Teamów       | Trans                               | Juls                                | 27                                  |
| 2003                                | Monte Carlo                         | 36. Mistrzostwa Świata Teamów       | Open                                | Bulgaria                            | 5                                   |
| 2000                                | Southampton                         | 34. Mistrzostwa Świata Teamów       | Open                                | Bulgaria                            | 9                                   |
| 2000                                | Southampton                         | 34. Mistrzostwa Świata Teamów       | Trans                               | Mihov                               | 3                                   |

| Mistrzostwa Świata. Konkurencja par | Mistrzostwa Świata. Konkurencja par | Mistrzostwa Świata. Konkurencja par | Mistrzostwa Świata. Konkurencja par | Mistrzostwa Świata. Konkurencja par | Mistrzostwa Świata. Konkurencja par |
| Rok                                 | Miejsce                             | Zawody                              | Kategoria                           | Partner                             | Pozycja                             |
| ----------------------------------- | ----------------------------------- | ----------------------------------- | ----------------------------------- | ----------------------------------- | ----------------------------------- |
| 2006                                | Werona                              | 12. Mistrzostwa Świata              | Open                                | Ilija Wasilew                       | 163                                 |

### Zawody europejskie
W europejskich zawodach zdobył następujące lokaty:
| Zawody europejskie. Konkurencja teamów | Zawody europejskie. Konkurencja teamów | Zawody europejskie. Konkurencja teamów | Zawody europejskie. Konkurencja teamów | Zawody europejskie. Konkurencja teamów | Zawody europejskie. Konkurencja teamów |
| Rok                                    | Miejsce                                | Zawody                                 | Kategoria                              | Drużyna                                | Pozycja                                |
| -------------------------------------- | -------------------------------------- | -------------------------------------- | -------------------------------------- | -------------------------------------- | -------------------------------------- |
| 2013                                   | Opatija                                | 12. Puchar Europy                      | Open                                   | K1 - Bulgaria                          | 2                                      |
| 2011                                   | Bad Honnef                             | 10. Puchar Europy                      | Open                                   | Vito                                   | 3                                      |
| 2009                                   | Paryż                                  | 8. Puchar Europy                       | Open                                   | BCQ-Bulgaria                           | 6                                      |
| 2008                                   | Amsterdam                              | 7. Puchar Europy                       | Open                                   | BCQ-Bulgaria                           | 3                                      |
| 2007                                   | Antalya                                | 3. Otwarte Mistrzostwa Europy          | Open                                   | Quantum                                | 9                                      |
| 2005                                   | Teneryfa                               | 2. Otwarte Mistrzostwa Europy          | Open                                   | Nanev                                  | 43                                     |
| 2003                                   | Rzym                                   | 2. Puchar Europy                       | Open                                   | Bridge Plus Plovdiv                    | 4                                      |
| 2002                                   | Warszawa                               | 1. Puchar Europy Teamów                | Open                                   | Bulgaria                               | 4                                      |
| 2002                                   | Salsomaggiore                          | 46. Mistrzostwa Europy Teamów          | Open                                   | Bulgaria                               | 4                                      |
| 2001                                   | Teneryfa                               | 45. Mistrzostwa Europy Teamów          | Open                                   | Bulgaria                               | 8                                      |
| 1999                                   | Malta                                  | 44. Mistrzostwa Europy Teamów          | Open                                   | Bulgaria                               | 4                                      |

| Zawody europejskie. Konkurencja par | Zawody europejskie. Konkurencja par | Zawody europejskie. Konkurencja par | Zawody europejskie. Konkurencja par | Zawody europejskie. Konkurencja par | Zawody europejskie. Konkurencja par |
| Rok                                 | Miejsce                             | Zawody                              | Kategoria                           | Partner                             | Pozycja                             |
| ----------------------------------- | ----------------------------------- | ----------------------------------- | ----------------------------------- | ----------------------------------- | ----------------------------------- |
| 2007                                | Antalya                             | 3. Otwarte Mistrzostwa Europy       | Open                                | Ilija Wasilew                       | 43                                  |
| 2005                                | Teneryfa                            | 2. Otwarte Mistrzostwa Europy       | Open                                | Ilija Wasilew                       | 80                                  |
| 2001                                | Sorrento                            | 11. Mistrzostwa Europy Par          | Open                                | Władimir Michow                     | 55                                  |
| 1999                                | Warszawa                            | 10. Mistrzostwa Europy Par          | Open                                | Władimir Michow                     | 33                                  |

## Klasyfikacja
- Iwan Nanew – klasyfikacja WBF (ang.)
- Iwan Nanew – klasyfikacja EBL (ang.)